# 기하적 대수학
기하적 대수학(영어: Geometric Algebra (GA))은 수학에서 클리퍼드 대수의 기하학적 해석이며 3차원 공간에서 직접적으로 공간과 시간을 벡터 미적분보다 간단하게 표현하고 해석할 수 있다.
기하적 대수학은 수학적 문제에서 회전, 위상이나, 복소수를 사용할 경우 문제를 간단하고 알기 쉽게 표현할 수 있기 때문에 물리의 고전역학, 양자역학, 전자기학, 로봇공학, 컴퓨터 비전과 컴퓨터 그래픽 등에 응용되고있다.

## 기하적 곱
기하적 대수학에서는 기하적 곱(geometric product)이 임의의 벡터 {\displaystyle \mathbf {a} ,\mathbf {b} ,\mathbf {c} }에 대하여 다음과 같은 성질을 가질 것을 요구한다.
- 결합법칙: {\displaystyle (\mathbf {a} \mathbf {b} )\mathbf {c} =\mathbf {a} (\mathbf {b} \mathbf {c} )}
- 왼쪽 분배법칙: {\displaystyle \mathbf {a} (\mathbf {b} +\mathbf {c} )=\mathbf {a} \mathbf {b} +\mathbf {a} \mathbf {c} }
- 오른쪽 분배법칙: {\displaystyle (\mathbf {a} +\mathbf {b} )\mathbf {c} =\mathbf {a} \mathbf {c} +\mathbf {b} \mathbf {c} }
- 축약: {\displaystyle \mathbf {a} \mathbf {a} =\mathbf {a} ^{2}=|\mathbf {a} |^{2}}

여기서 {\displaystyle |\mathbf {a} |}는 벡터 {\displaystyle \mathbf {a} }의 크기라 불리며, 양의 값을 가지는 스칼라이다.

### 내적
기하적 곱으로부터 두가지 곱을 정의할 수 있는데, 하나는 대칭적(symmetric)인 내적으로 다음과 같다.
{\displaystyle \mathbf {a} \cdot \mathbf {b} ={\frac {1}{2}}(\mathbf {a} \mathbf {b} +\mathbf {b} \mathbf {a} )=\mathbf {b} \cdot \mathbf {a} }
이 내적은 다음 식에서 우항들의 축약성을 이용하면 스칼라임을 보일 수 있다.
{\displaystyle \mathbf {a} \cdot \mathbf {b} ={\frac {1}{2}}((\mathbf {a} +\mathbf {b} )^{2}-\mathbf {a} ^{2}-\mathbf {b} ^{2})}
보통, 이 내적은 통상적인 유클리드 공간에서의 내적과 동일시 된다.

### 쐐기곱
다른 하나는 반대칭적(anti-symmetric)인 쐐기곱으로 다음과 같다.
{\displaystyle \mathbf {a} \wedge \mathbf {b} ={\frac {1}{2}}(\mathbf {a} \mathbf {b} -\mathbf {b} \mathbf {a} )=-\mathbf {b} \wedge \mathbf {a} }
이 쐐기곱으로 만들어진 {\displaystyle \mathbf {a} \wedge \mathbf {b} }은 스칼라, 벡터와는 다른 수학적 개체로써 이중벡터(bivector)라고 불린다. 스칼라가 점을, 벡터가 방향성이 있는 선분, 즉 유향선분을 나타낸다면, 이 이중벡터는 방향성을 가진 평면의 일부를 나타낸다. 이 쐐기곱은 임의의 벡터들에 대해 다음과 같이 일반화 될 수 있다.
{\displaystyle \mathbf {a} _{1}\wedge \mathbf {a} _{2}\wedge \cdots \wedge \mathbf {a} _{r}={\frac {1}{r!}}\sum _{\sigma \in {\mathfrak {S}}_{r}}\operatorname {sgn} (\sigma )\mathbf {a} _{\sigma (1)}\mathbf {a} _{\sigma (2)}\cdots \mathbf {a} _{\sigma (r)},}
여기서 합은 모든 순열에 대해 행해지며, {\displaystyle \operatorname {sgn} (\sigma )}는 순열의 부호이다.
기하적 곱은 이와 같은 내적과 쐐기곱의 합성으로 주어질 수 있다.
{\displaystyle \mathbf {a} \mathbf {b} =\mathbf {a} \cdot \mathbf {b} +\mathbf {a} \wedge \mathbf {b} }

## 전자기학에서 이용

### 전자기장 멀티벡터
3차원 공간에서 벡터인 전기장 {\displaystyle {\vec {E}}}과 이중벡터(bivector)인 자기장 {\displaystyle {\vec {\vec {B}}}}를 생각하자. 3차원 공간의 표준기저를 이루는 단위벡터 {\displaystyle {\vec {e}}_{1},{\vec {e}}_{2},{\vec {e}}_{3}}를 이용해서 {\displaystyle {\vec {E}}}와 {\displaystyle {\vec {\vec {B}}}}를 표현하면 다음과 같다.
{\displaystyle {\vec {E}}=E_{1}{\vec {e}}_{1}+E_{2}{\vec {e}}_{2}+E_{3}{\vec {e}}_{3}}
{\displaystyle {\vec {\vec {B}}}=B_{12}{\vec {e}}_{1}\wedge {\vec {e}}_{2}+B_{23}{\vec {e}}_{2}\wedge {\vec {e}}_{3}+B_{31}{\vec {e}}_{3}\wedge {\vec {e}}_{1}}
표준기저를 이루는 서로 다른 벡터 간의 내적은 0이므로, {\displaystyle a\neq b}인 {\displaystyle a,b}에 대해 {\displaystyle {\vec {e}}_{a}\wedge {\vec {e}}_{b}={\vec {e}}_{a}{\vec {e}}_{b}}이며, 따라서 자기장은 다음과 같이 표현된다.
{\displaystyle {\vec {\vec {B}}}=B_{12}{\vec {e}}_{1}{\vec {e}}_{2}+B_{23}{\vec {e}}_{2}{\vec {e}}_{3}+B_{31}{\vec {e}}_{3}{\vec {e}}_{1}}
또한 {\displaystyle a=1,2,3}인 {\displaystyle a}에 대해 {\displaystyle 1={\vec {e}}_{a}\cdot {\vec {e}}_{a}={\vec {e}}_{a}{\vec {e}}_{a}}이고, {\displaystyle a\neq b}인 {\displaystyle a,b}에 대해 {\displaystyle {\vec {e}}_{a}{\vec {e}}_{b}={\vec {e}}_{a}\wedge {\vec {e}}_{b}=-{\vec {e}}_{b}\wedge {\vec {e}}_{a}=-{\vec {e}}_{b}{\vec {e}}_{a}}와 같은 기하적 곱의 반교환성이 있기 때문에, 자기장은 다음과 같이 표현된다.
{\displaystyle {\vec {\vec {B}}}={\vec {e}}_{1}{\vec {e}}_{2}{\vec {e}}_{3}(B_{12}{\vec {e}}_{3}+B_{23}{\vec {e}}_{1}+B_{31}{\vec {e}}_{2})}
보통 {\displaystyle {\vec {e}}_{1}{\vec {e}}_{2}{\vec {e}}_{3}}를 유사스칼라(psuedoscalar)라고 하며, {\displaystyle i} 또는 {\displaystyle {\mathit {I}}}라고 표현하는데 이것은 허수와 역할이 비슷하다. 왜냐하면, 이를 제곱하면 기하적 곱의 반교환성 때문에 -1을 얻기 때문이다. 또한 {\displaystyle B_{23}=B'_{1}}, {\displaystyle B_{31}=B'_{2}}, {\displaystyle B_{12}=B'_{3}}으로 성분을 갖는 벡터 {\displaystyle {\vec {B}}'}을 생각하면,
{\displaystyle {\vec {\vec {B}}}=i{\vec {B}}'}
가 된다. 이중벡터 {\displaystyle {\vec {\vec {B}}}}와 벡터 {\displaystyle {\vec {B}}'} 간에는 쌍대(dual) 관계가 있다고 한다. 다음부터는 벡터 화살표 표시 대신 굵은 글씨체로 3차원 벡터를 표현하고, B'을 B로 표현하겠다. 그러면 전자기장 멀티벡터 {\displaystyle {\mathit {F}}}는 다음과 같이 정의된다.
{\displaystyle {\mathit {F}}=\mathbf {E} /c+(i\mathbf {B} )}
여기서 c는 빛의 속도이다. 멀티벡터는 기하적 대수학에서 다루는 수학적 개체로, 보통은 더해지지 않는 스칼라, 벡터 등의 서로 다른 텐서들의 합으로 주어지는 개체이다.

### 멕스웰 방정식
상대론적으로 다루는 4차원 벡터는 기하적 대수에서 다음과 같이 주어진다.
{\displaystyle v=(v_{0}+v_{1}\mathbf {e} _{1}+v_{2}\mathbf {e} _{2}+v_{3}\mathbf {e} _{3})e_{0}}
여기서 {\displaystyle e_{0}}는 4차원 시공간에서 시간 방향으로 놓이는 단위벡터로, {\displaystyle e_{0}\cdot e_{0}=1}이며, {\displaystyle a=1,2,3}인 {\displaystyle a}에 대해 {\displaystyle {e}_{0}\cdot \mathbf {e} _{a}=0}이다.
기하적 대수학에서 멕스웰 방정식에 해당하는 표현은 {\displaystyle \Box {\mathit {F}}=\mu _{0}J}인데, 4차원 미분형식(differential form)의 형식을 따르는 미분연산자 {\displaystyle \Box }와 앞서 정의한 전자기장 멀티벡터 {\displaystyle {\mathit {F}}}를 대입하면 좌변은 다음과 같다.
{\displaystyle \Box {\mathit {F}}=\left({\frac {1}{c}}{\frac {\partial }{\partial t}}-\mathbf {\nabla } \right)e_{0}(\mathbf {E} /c+i\mathbf {B} )}
{\displaystyle {e}_{0}\mathbf {e} _{a}=-\mathbf {e} _{a}{e}_{0}}이고 {\displaystyle {e}_{0}i={e}_{0}\mathbf {e} _{1}\mathbf {e} _{2}\mathbf {e} _{3}=-\mathbf {e} _{1}\mathbf {e} _{2}\mathbf {e} _{3}{e}_{0}=-i{e}_{0}}이므로 위 식은 다음과 같다.
{\displaystyle \Box {\mathit {F}}=\left({\frac {1}{c}}{\frac {\partial }{\partial t}}-\mathbf {\nabla } \right)(-\mathbf {E} /c+i\mathbf {B} )e_{0}}
그러므로 식은 시간에 대한 미분 부분과 공간에 대한 미분 부분으로 나눠지는데, 공간에 대한 미분 부분 중 전기장에 대한 미분 부분은 다음과 같다.
{\displaystyle \mathbf {\nabla } \mathbf {E} ={\bf {{\nabla }\cdot \mathbf {E} +\mathbf {\nabla } \wedge \mathbf {E} }}}
여기서 {\displaystyle \mathbf {\nabla } \wedge \mathbf {E} }는 이중벡터가 되는데, 앞서 이중벡터였던 자기장이 벡터꼴로 써질 수 있었던 방법과 비슷하게 하면, 다음과 같이 쓸 수 있다.
{\displaystyle \mathbf {\nabla } \mathbf {E} =\mathbf {\nabla } \cdot \mathbf {E} +i\mathbf {\nabla } \times \mathbf {E} }
그러므로 {\displaystyle \Box {\mathit {F}}}는
{\displaystyle \left[\left(\mathbf {\nabla } \cdot \mathbf {E} /c+\left(\mathbf {\nabla } \times \mathbf {B} -{\frac {1}{c^{2}}}{\frac {\partial \mathbf {E} }{\partial t}}\right)\right)-i\left(\mathbf {\nabla } \cdot \mathbf {B} -\left(\mathbf {\nabla } \times \mathbf {E} /c+{\frac {1}{c}}{\frac {\partial (\mathbf {B} )}{\partial t}}\right)\right)\right]e_{0}}
가 되고, 보통 벡터미적분으로 기술하는 맥스웰 방정식을 대입하면
{\displaystyle \left({\frac {\rho }{\epsilon _{0}c}}+\mu _{0}\mathbf {J} \right)e_{0}=\mu _{0}(\rho c+\mathbf {J} )e_{0}=\mu _{0}J}
가 된다.

### 전자기포텐셜
4차원 벡터 형식을 따르는 {\displaystyle A}와 앞서 언급한 {\displaystyle \Box }를 기하적 대수로 곱해주면 다음과 같다.
{\displaystyle \Box A=\left({\frac {1}{c}}{\frac {\partial }{\partial t}}-\mathbf {\nabla } \right)e_{0}(\phi /c+\mathbf {A} )e_{0}=\left({\frac {1}{c}}{\frac {\partial }{\partial t}}-\mathbf {\nabla } \right)(\phi /c-\mathbf {A} )}
항들을 전개하고 정리해주면,
{\displaystyle \Box A=\left({\frac {1}{c}}{\frac {\partial }{\partial t}}\phi /c+\mathbf {\nabla } \cdot \mathbf {A} \right)+\left(-\mathbf {\nabla } \phi /c-{\frac {1}{c}}{\frac {\partial (\mathbf {A} )}{\partial t}}+\mathbf {\nabla } \wedge \mathbf {A} \right)=\left({\frac {1}{c}}{\frac {\partial }{\partial t}}\phi /c+\mathbf {\nabla } \cdot \mathbf {A} \right)+(\mathbf {E} /c+i\mathbf {B} )}
그러므로 로렌츠 게이지를 만족한다면, {\displaystyle \Box A=F}라고 써질 수 있다. 3차원 벡터공간의 기하적 대수 구조가 아니라, 4차원 시공간-벡터공간의 기하적 대수 구조를 따르면, 모든 게이지에서 성립하는 공식 {\displaystyle \nabla \wedge A=F}를 손 쉽게 쓸 수 있다.

## 양자역학에서의 응용
파울리 행렬은 기하적 대수 구조를 가지는 3차원공간의 표준기저 벡터들의 행렬 표현으로 생각될 수 있다. 3차원공간의 표준기저 {\displaystyle e_{1},e_{2},e_{3}}이 다음과 같은 기하적 대수 구조를 가진다면,
{\displaystyle \mathbf {e} _{i}\mathbf {e} _{j}=\mathbf {e} _{i}\cdot \mathbf {e} _{j}+\mathbf {e} _{i}\wedge \mathbf {e} _{j}=\mathbf {e} _{i}\cdot \mathbf {e} _{j}+i\mathbf {e} _{i}\times \mathbf {e} _{j}=\delta _{ij}+i\sum _{k}\epsilon _{ijk}\mathbf {e} _{k}}
그리고 파울리 행렬 {\displaystyle \sigma _{1},\sigma _{2},\sigma _{3}}이 이러한 표준기저 벡터들의 행렬 표현으로 간주 된다면, 파울리 행렬은 자연스럽게 다음과 같은 성질들을 만족한다.
{\displaystyle \sigma _{i}\sigma _{j}=\delta _{ij}\cdot I+i\sum _{k}\epsilon _{ijk}\sigma _{k}}
{\displaystyle [\sigma _{i},\sigma _{j}]=2\sigma _{i}\wedge \sigma _{j}=2i\sum _{k}\epsilon _{ijk}\sigma _{k}}
{\displaystyle \lbrace \sigma _{i},\sigma _{j}\rbrace =2\sigma _{i}\cdot \sigma _{j}=2\delta _{ij}\cdot I}
그렇다면 일반적으로 양자역학에서 다루는, 파울리 벡터({\displaystyle \mathbf {\sigma } =\sigma _{1}{\hat {x}}+\sigma _{2}{\hat {y}}+\sigma _{3}{\hat {z}}})와 보통 벡터({\displaystyle \mathbf {v} =v_{1}{\hat {x}}+v_{2}{\hat {y}}+v_{3}{\hat {z}}}) 간의 내적인 {\displaystyle \mathbf {\sigma } \cdot \mathbf {v} =v_{1}\sigma _{1}+v_{2}\sigma _{2}+v_{3}\sigma _{3}}은 기하적 대수를 만족하는 3차원 벡터들의 행렬 표현으로 생각될 수 있다. 즉, 벡터 {\displaystyle \mathbf {v} =[v_{1},v_{2},v_{3}]}가 기하적 대수 구조를 갖는 벡터공간의 벡터라면 행렬 {\displaystyle {\begin{pmatrix}v_{3}&v_{1}-iv_{2}\\v_{1}+iv_{2}&-v_{3}\end{pmatrix}}}라고 표현될 수 있으며, 행렬 {\displaystyle {\begin{pmatrix}v_{3}&v_{1}-iv_{2}\\v_{1}+iv_{2}&-v_{3}\end{pmatrix}}}는 기하적 대수 구조를 갖는 벡터공간의 벡터 {\displaystyle \mathbf {v} =[v_{1},v_{2},v_{3}]}로 생각될 수 있는 것이다. 기하적 대수구조를 가지는 공간의 두 벡터 {\displaystyle \mathbf {v} ,\mathbf {w} }는 다음과 같은 식을 만족한다.
{\displaystyle \mathbf {v} \mathbf {w} =\mathbf {v} \cdot \mathbf {w} +i\mathbf {v} \times \mathbf {w} }
위 식을 표준기저를 사용해서 표현하면 다음과 같다.
{\displaystyle (v_{1}\mathbf {e} _{1}+v_{2}\mathbf {e} _{2}+v_{3}\mathbf {e} _{3})(w_{1}\mathbf {e} _{1}+w_{2}\mathbf {e} _{2}+w_{3}\mathbf {e} _{3})=(v_{1}w_{1}+v_{2}w_{2}+v_{3}w_{3})+i((v_{2}w_{3}-v_{3}w_{2})\mathbf {e} _{1}+(v_{3}w_{1}-v_{1}w_{3})\mathbf {e} _{2}+(v_{1}w_{2}-v_{2}w_{1})\mathbf {e} _{3})}
그러면 기하적 대수 구조를 가지는 3차원공간의 두 벡터 {\displaystyle \mathbf {v} ,\mathbf {w} }의 행렬 표현도 자연스럽게 다음의 성질을 만족한다.
{\displaystyle (v_{1}\sigma _{1}+v_{2}\sigma _{2}+v_{3}\sigma _{3})(w_{1}\sigma _{1}+w_{2}\sigma _{2}+w_{3}\sigma _{3})=(v_{1}w_{1}+v_{2}w_{2}+v_{3}w_{3})+i((v_{2}w_{3}-v_{3}w_{2})\sigma _{1}+(v_{3}w_{1}-v_{1}w_{3})\sigma _{2}+(v_{1}w_{2}-v_{2}w_{1})\sigma _{3})}
일반적으로 양자역학에서 다루는, {\displaystyle {\hat {x}},{\hat {y}},{\hat {z}}}표현으로 위의 식을 바꿔주면,
{\displaystyle (\mathbf {v} \cdot \mathbf {\sigma } )(\mathbf {w} \cdot \mathbf {\sigma } )=\mathbf {v} \cdot \mathbf {w} +i\mathbf {\sigma } \cdot (\mathbf {v} \times \mathbf {w} )}
가 된다.

## 같이 보기
- 클리퍼드 대수
- 시공간 대수
- 스피너
- 사원수

## 참고 문헌
- Hestenes, David (2003). “Reforming the Mathematical Language of Physics”.
- Chappell, James M.; Iqbal, Azhar; Abbott, Derek (2010). “A simplified approach to electromagnetism using geometric algebra”.